# 柔情雙手
〈柔情雙手〉是由爱尔兰歌手和词曲作家奈爾·霍蘭演唱，并于2017年5月4日由国会唱片发行的单曲。这首歌由霍兰、亚历山大·伊兹奎尔多、约翰·瑞安、朱利安·布尼塔、露丝·安妮·坎宁安和小托拜厄斯·杰索编写，后期制作工作由布尼塔负责。2017年5月9日，这首歌作为霍兰首张个人专辑《閃耀瞬間》的第二首单曲在美国當代流行電台播出。
〈柔情雙手〉在英国单曲榜上最高排名达到了第七，并在美国《公告牌》百强单曲榜上排名第十一，成为霍蘭在这些国家排名最高的单曲。

## 歌曲背景和构成
在这首歌发布之前，霍蘭在天狼星XM上接受麦奇·皮夫的采访时提到了这首歌。他说，在听了他为自己的首张专辑录制的一些小样后，他想再往专辑中添加“更多一点的粗糙感、放克感还有更重的贝斯。”当时他正在听70年代末和80年代初的音乐。“唐·亨利在80年代的早期独唱歌曲就有这种类似放克的感觉——重贝斯，重吉他——所以我就想，‘我们来试一试这种感觉，’”霍兰在谈到制作这首歌时说，“我希望歌词能有点大胆。”关于这首歌的背景，他解释说这首歌的背景设在一个酒吧里，但歌曲的歌词相较现实角色来说稍微做了些变动：“歌词第一行是……‘we should take this back to my place（我们应该回到我的地方）’——通常情况下应该是男生会首先这么说，但我们做了点小改变，让女生说出这句话，所以下句歌词就变成that's what she said right to my face（她当着我的面对我这么说）。”
〈柔情雙手〉是首多贝斯的放克、流行以及流行民谣歌曲，霍兰在低音域演唱歌词。一位《公告牌》写者称其是一首“受当代节奏布鲁斯影响的摇滚歌曲”。歌曲采用C大調，速度为每分钟88拍。

## 专业评价
《告示牌》的泰勒·韦瑟比指出，与霍兰之前的单曲《回憶小鎮》相比，〈柔情雙手〉侧重于“更放克的吉他的氛围”。她还认为“这首略带微妙的性感的歌”展示了“奈爾前卫的一面。”出版的科林·斯图茨补充说：“咚咚的节拍和霍兰粗哑的嗓音结合在一起，让唱这首歌的那个人听起来不像是曾经唱过《回憶小鎮》的那个人。〈柔情雙手〉可以告诉我们，霍兰在他的首张个人专辑中肯定不会像以前那样可爱甜美了。”《滾石》的Althea Legaspi也称霍兰“使用了非常粗哑的嗓音。在拍手跺脚的鼓点和静音吉他之上，霍兰在低音上的嗓音展示了他更加性感撩人的一面。
《爱尔兰时报》的詹妮弗·甘农写道：“这肯定不是突然的彻底的改变，尼尔还没有决定变成像嘎嘎小姐的风格，而是朝着更像艾德·希兰的风格前进、向更受欢迎的方向前进。”这是一首温柔但令人上瘾的歌曲，讲述了一位女士她知道自己想要什么，她想用她的手抚摸尼尔的“脏衣服”，但不是在星期天把他的脏衣服带回家洗的那种感觉。这首歌不像贾斯汀·汀布莱克性感的背，而是霍兰被汗打湿的背。”
《告示牌》于2017年5月将这首歌排在了“所有单向组合成员的独唱歌曲排名”的第二位，并评价这首歌还有一个不为人知的亮点：“尼尔的声音在第一段被小心谨慎地切成了一段一段的短暂的断奏，这是一个非常神秘的举动，迫使歌手进入一种“少即是多”的表达方式，但最终的收获却多得多。”

## 榜单成绩
〈柔情雙手〉在澳大利亚、爱尔兰、新西兰和英国的排行榜上名列前十。这首单曲也在《告示牌》百强单曲榜上达到了第11位，超过了〈回憶小鎮〉的最高第20位，成为霍兰自独唱以来的第二首进入该榜单前20的歌曲，2017年9月15日，单曲在美国以超过一百万的流媒体加实物销量收到了白金认证。2017年10月7日，单曲在主流四十強單曲榜上达到第1位。截止2017年12月，单曲在美国的销售量超过了一百万份。

## 現場表演
霍兰在《艾倫·狄珍妮秀》以及《吉米·法伦今夜秀》上演唱了〈柔情雙手〉。2017年5月29日，他还在《今天》上演唱了〈柔情雙手〉和〈回憶小鎮〉，并首次公开演出了〈脫韁野馬〉。2017年6月4日，霍兰在《One Love Manchester》上为回应曼徹斯特體育場爆炸案演唱了这首歌曲。6月5号，他在英國廣播公司第一台的《第一秀》也演唱了这首歌曲。霍兰还在首都电台的2017年夏季球上演唱了这首单曲。
2018年6月22日，霍兰作为惊喜嘉宾与美国歌手和词曲作家泰勒·斯威夫特在温布利球场的舉世盛名體育場巡迴演唱會上演出了这首歌。

## 曲目列表
- 數位音樂下載

1. 〈柔情雙手〉 – 3:07

- 數位音樂下載（Acoustic）

1. 〈柔情雙手〉（Acoustic） – 2:40

- 數位音樂下載（Jay Pryor remix）

1. 〈柔情雙手〉（Jay Pryor remix） – 2:40

- 數位音樂下載（Basic Tape remix）

1. 〈柔情雙手〉（Basic Tape remix） – 3:02

## 榜单表现
| 榜单（2017-18年）                        | 最高排位 |
| ---------------------------------------- | -------- |
| 澳大利亚（澳大利亚唱片业协会單曲榜）     | 2        |
| 奥地利（Ö3四十强单曲榜）                 | 26       |
| 比利时佛兰德（Ultratop五十强单曲榜）     | 29       |
| 比利时瓦隆（Ultratop五十强单曲榜）       | 33       |
| 加拿大（Canadian Hot 100）               | 8        |
| 捷克（電台百強單曲榜）                   | 12       |
| 捷克（百強數位單曲榜）                   | 25       |
| 丹麥（Hitlisten单曲榜）                  | 36       |
| 法国（法國唱片出版業公會單曲榜）         | 66       |
| 德国（德國官方單曲榜）                   | 72       |
| 匈牙利（四十強單曲榜）                   | 26       |
| 匈牙利（四十強串流榜）                   | 37       |
| 愛爾蘭（愛爾蘭唱片音樂協會单曲榜）       | 3        |
| 意大利（意大利音乐产业联盟）             | 81       |
| 日本（日本百强单曲榜）                   | 80       |
| 马来西亚（馬來西亞唱片業協會）           | 19       |
| 墨西哥（《告示牌》墨西哥电台）           | 41       |
| 荷兰（荷蘭四十強單曲榜）                 | 13       |
| 荷兰（百强单曲榜）                       | 36       |
| 新西兰（新西兰唱片音乐协会单曲榜）       | 8        |
| 菲律宾（菲律宾百强单曲榜)                | 32       |
| 葡萄牙（葡萄牙唱片業協會单曲榜）         | 51       |
| 蘇格蘭（官方榜单公司單曲榜）             | 3        |
| 斯洛伐克（電台百強單曲榜）               | 50       |
| 斯洛伐克（百強數位單曲榜）               | 28       |
| 西班牙（西班牙音樂製作協會）             | 37       |
| 瑞典（瑞典最熱榜）                       | 40       |
| 瑞士（瑞士热门音乐榜）                   | 47       |
| 英國（官方榜单公司單曲榜）               | 7        |
| 美国（《告示牌》百大單曲榜）             | 11       |
| 美國（《告示牌》成人當代單曲榜）         | 12       |
| 美國（《告示牌》Adult Pop Airplay）      | 1        |
| 美國（《告示牌》Dance Club Songs）       | 1        |
| 美國（《告示牌》Dance/Mix Show Airplay） | 4        |
| 美國（《告示牌》Pop Airplay）            | 1        |

| 榜单（2017年）                     | 排位 |
| ---------------------------------- | ---- |
| 澳大利亚（澳大利亚唱片业协会）     | 12   |
| 比利时（Ultratop法蘭德斯）         | 75   |
| 加拿大（加拿大百强单曲榜）         | 25   |
| 丹麦（Tracklisten）                | 94   |
| 荷兰（荷蘭四十大單曲榜）           | 51   |
| 荷兰（百强单曲榜）                 | 71   |
| 新西兰（紐西蘭官方音樂榜）         | 45   |
| 英国（官方榜单公司单曲榜）         | 45   |
| 美国《告示牌》百强单曲榜           | 32   |
| 美国（《告示牌》当代成人单曲榜）   | 38   |
| 美国（《告示牌》成人四十强单曲榜） | 11   |
| 美国（《告示牌》舞曲夜店歌曲榜）   | 38   |
| 美国（《告示牌》舞曲/混音电台榜）  | 36   |
| 美国（《告示牌》主流四十强单曲榜） | 8    |
| 榜单（2018年）                     | 排位 |
| 美国（《告示牌》当代成人单曲榜）   | 26   |

## 认证
| 地區                                                       | 认证    | 认证单位/销量 |
| ---------------------------------------------------------- | ------- | ------------- |
| 澳大利亚（澳大利亚唱片业协会）                             | 6× 白金 | 420,000‡      |
| 比利时（比利時唱片音樂協會）                               | 金      | 15,000‡       |
| 巴西（巴西唱片業協會）                                     | 白金    | 40,000‡       |
| 加拿大（加拿大音乐协会）                                   | 5× 白金 | 400,000‡      |
| 丹麦（國際唱片業協會丹麥分會）                             | 白金    | 90,000‡       |
| 爱尔兰（愛爾蘭唱片音樂協會）                               | 3× 白金 | 45,000^       |
| 意大利（意大利音乐产业联盟）                               | 金      | 25,000‡       |
| 墨西哥（墨西哥音像製品協會）                               | 白金    | 60,000‡       |
| 荷兰（荷蘭音像製品製作與進口協會）                         | 白金    | 40,000‡       |
| 新西兰（新西兰唱片音乐协会）                               | 白金    | 30,000‡       |
| 挪威（國際唱片業協會挪威分会）                             | 金      | 30,000‡       |
| 瑞典（瑞典唱片業協會）                                     | 金      | 20,000‡       |
| 英国（英国唱片业协会）                                     | 白金    | 600,000‡      |
| 美国（美國唱片業協會）                                     | 3× 白金 | 3,000,000‡    |
| *僅含認證的實際銷量 ^僅含認證的出貨量 ‡僅含認證的+實際銷量 |         |               |

## 发行历史
| 地区           | 日期          | 格式         | 版本             | 厂牌     | 参考   |
| -------------- | ------------- | ------------ | ---------------- | -------- | ------ |
| 多个国家或地区 | 2017年5月4日  | 數位音樂下載 | 原版             | 国会唱片 | [ 24 ] |
| 多个国家或地区 | 2017年6月23日 | 數位音樂下載 | Acoustic         | 国会唱片 | [ 25 ] |
| 多个国家或地区 | 2017年6月23日 | 數位音樂下載 | Jay Pryor remix  | 国会唱片 | [ 26 ] |
| 多个国家或地区 | 2017年6月23日 | 數位音樂下載 | Basic Tape remix | 国会唱片 | [ 27 ] |
| 美国           | 2017年5月9日  | 当代流行电台 | 原版             | 国会唱片 | [ 5 ]  |
| 意大利         | 2017年5月12日 | 当代流行电台 | 原版             | 华纳     | [ 92 ] |